# 미치에 (배우)
미치에(일본어: 美知枝, 1978년 10월 14일 ~ )는 일본의 여배우이다. 후쿠오카현 출신이다.